# Brachioppiella moresonensis
Brachioppiella moresonensis är en kvalsterart som först beskrevs av Kok 1967.  Brachioppiella moresonensis ingår i släktet Brachioppiella och familjen Oppiidae. Inga underarter finns listade.